# Мартінус Велтман
Мартінус Юстінус Годефрідус Велтман (нід. Martinus Justinus Godefriedus "Tini" Veltman; 27 червня 1931, Валвейк, Нідерланди — 4 січня 2021) — нідерландський фізик у галузі дослідження елементарних частинок. Лауреат Нобелівської премії з фізики 1999 року разом зі свої учнем Герардом 'т Гофтом.

## Біографія
Закінчив навчання з фізики та математики в Утрехтському університеті в 1948 році. Одержав докторський ступінь з теоретичної фізики в 1963 році. В 1966 році призначений професором фізики в цьому ж університеті. В 1963—1964 роках під час праці на Стенфордському лінійному прискорювачі розвинув програму Schoonschip для символьних математичних обчислень, яка стала першою системою комп'ютерної алгебри. Разом зі своїм студентом Герардом ’т Гофтом здійснив ренормалізацію теорії Янга-Міллса. В 1981 році перейшов до Мічиганського університету. Астероїд 9492 Veltman було названо на честь дослідника.